# Calliste à tête noire
Stilpnia cyanoptera
Espèce
Répartition géographique
Le Calliste à tête noire (Stilpnia cyanoptera) est une espèce d'oiseaux de la famille des Thraupidae.
Son aire s'étend notamment à travers la sierra Nevada de Santa Marta, la serranía de Perijá, la cordillère de Mérida et l'ouest de la cordillère de la Costa (Venezuela).